# Rhabdoclytus
Rhabdoclytus är ett släkte av skalbaggar. Rhabdoclytus ingår i familjen långhorningar.
Kladogram enligt Catalogue of Life:
| Rhabdoclytus | \| \| Rhabdoclytus acutivittis \| \| \| \| \| \| Rhabdoclytus alternans \| \| \| \| |
|              | \| \| Rhabdoclytus acutivittis \| \| \| \| \| \| Rhabdoclytus alternans \| \| \| \| |
|              | Rhabdoclytus acutivittis                                                            |
|              |                                                                                     |
|              | Rhabdoclytus alternans                                                              |
|              |                                                                                     |